# ميكائيل داميان
ميكائيل داميان (بالفرنسية: Mickaël Damian)‏ هو منافس ألعاب قوى فرنسي، ولد في 19 نوفمبر 1969 في بوردو في فرنسا.

## وصلات خارجية
- ميكائيل داميان على موقع الاتحاد الدولي لألعاب القوى (الإنجليزية)
- ميكائيل داميان على موقع الاتحاد الفرنسي لألعاب القوى (الفرنسية)
- ميكائيل داميان على موقع أوليمبيديا (الإنجليزية)